# Eupatorium hickenii
Eupatorium hickenii là một loài thực vật có hoa trong họ Cúc. Loài này được Cabrera & Vittet mô tả khoa học đầu tiên năm 1954.